# Hokuto (Hokkaidō)
Hokuto (北斗市 Hokuto-shi?) es una ciudad de la subprefectura de Oshima en la prefectura de Hokkaidō, en Japón. Fue fundada el 1 de febrero de 2006, con la unificación de los pueblos de Kamiiso (en el distrito de Kamiiso) y Ono (en el distrito de Kameda). Hokuto es la segunda ciudad más grande en Oshima por población después de Hakodate.

## Clima
| Parámetros climáticos promedio de Hokuto (1991–2020) | Parámetros climáticos promedio de Hokuto (1991–2020) | Parámetros climáticos promedio de Hokuto (1991–2020) | Parámetros climáticos promedio de Hokuto (1991–2020) | Parámetros climáticos promedio de Hokuto (1991–2020) | Parámetros climáticos promedio de Hokuto (1991–2020) | Parámetros climáticos promedio de Hokuto (1991–2020) | Parámetros climáticos promedio de Hokuto (1991–2020) | Parámetros climáticos promedio de Hokuto (1991–2020) | Parámetros climáticos promedio de Hokuto (1991–2020) | Parámetros climáticos promedio de Hokuto (1991–2020) | Parámetros climáticos promedio de Hokuto (1991–2020) | Parámetros climáticos promedio de Hokuto (1991–2020) | Parámetros climáticos promedio de Hokuto (1991–2020) |
| Mes                                                  | Ene.                                                 | Feb.                                                 | Mar.                                                 | Abr.                                                 | May.                                                 | Jun.                                                 | Jul.                                                 | Ago.                                                 | Sep.                                                 | Oct.                                                 | Nov.                                                 | Dic.                                                 | Anual                                                |
| ---------------------------------------------------- | ---------------------------------------------------- | ---------------------------------------------------- | ---------------------------------------------------- | ---------------------------------------------------- | ---------------------------------------------------- | ---------------------------------------------------- | ---------------------------------------------------- | ---------------------------------------------------- | ---------------------------------------------------- | ---------------------------------------------------- | ---------------------------------------------------- | ---------------------------------------------------- | ---------------------------------------------------- |
| Temp. máx. abs. (°C)                                 | 9.2                                                  | 10.7                                                 | 16.7                                                 | 25.1                                                 | 28.2                                                 | 29.5                                                 | 33.6                                                 | 34.0                                                 | 32.5                                                 | 28.2                                                 | 20.8                                                 | 15.4                                                 | 34.0                                                 |
| Temp. máx. media (°C)                                | 0.2                                                  | 1.0                                                  | 5.0                                                  | 11.6                                                 | 16.9                                                 | 20.5                                                 | 23.9                                                 | 25.8                                                 | 22.9                                                 | 16.7                                                 | 9.3                                                  | 2.4                                                  | 13                                                   |
| Temp. media (°C)                                     | -3.5                                                 | -2.9                                                 | 0.9                                                  | 6.6                                                  | 11.8                                                 | 15.9                                                 | 19.8                                                 | 21.5                                                 | 18.0                                                 | 11.5                                                 | 5.0                                                  | -1.2                                                 | 8.6                                                  |
| Temp. mín. media (°C)                                | -8.1                                                 | -7.8                                                 | -3.7                                                 | 1.5                                                  | 7.0                                                  | 11.9                                                 | 16.6                                                 | 17.9                                                 | 13.4                                                 | 6.3                                                  | 0.6                                                  | -5.2                                                 | 4.2                                                  |
| Temp. mín. abs. (°C)                                 | -19.6                                                | -19.4                                                | -16.1                                                | -10.8                                                | -1.2                                                 | 4.0                                                  | 8.4                                                  | 9.2                                                  | 2.0                                                  | -3.3                                                 | -14.8                                                | -18.6                                                | -19.6                                                |
| Precipitación total (mm)                             | 67.0                                                 | 55.8                                                 | 56.1                                                 | 68.6                                                 | 86.4                                                 | 79.8                                                 | 129.5                                                | 158.5                                                | 142.6                                                | 111.7                                                | 106.2                                                | 87.5                                                 | 1149.7                                               |
| Días de lluvias (≥ 1 mm)                             | 14.8                                                 | 12.3                                                 | 12.2                                                 | 10.1                                                 | 10.3                                                 | 8.3                                                  | 9.6                                                  | 9.4                                                  | 11.0                                                 | 12.1                                                 | 14.3                                                 | 16.1                                                 | 140.5                                                |
| Horas de sol                                         | 66.8                                                 | 83.1                                                 | 133.5                                                | 172.2                                                | 189.2                                                | 161.7                                                | 116.7                                                | 137.2                                                | 152.8                                                | 147.9                                                | 97.0                                                 | 63.5                                                 | 1521.6                                               |
| Fuente n.º 1: Agencia Meteorológica de Japón         |                                                      |                                                      |                                                      |                                                      |                                                      |                                                      |                                                      |                                                      |                                                      |                                                      |                                                      |                                                      |                                                      |
| Fuente n.º 2: Agencia Meteorológica de Japón         |                                                      |                                                      |                                                      |                                                      |                                                      |                                                      |                                                      |                                                      |                                                      |                                                      |                                                      |                                                      |                                                      |